# Þingeyjarsveit
Þingeyjarsveit (kiejtése: ˈθiŋkˌeiːjarˌsveiːt) önkormányzat Izland Északkeleti régiójában, amely 2002. június 9-én jött létre Ljósavatnshreppur, Bárðdælahreppur, Hálshreppur és Reykdælahreppur egyesülésével.
A lakosok 2008-ban megszavazták az Aðaldælahreppurral, 2021-ben pedig a Skútustaðahreppurral való egyesülést.

## Fordítás
- Ez a szócikk részben vagy egészben  a(z)   Þingeyjarsveit című izlandi Wikipédia-szócikk ezen változatának fordításán alapul.  Az eredeti cikk szerkesztőit annak laptörténete sorolja fel. Ez a jelzés csupán a megfogalmazás eredetét és a szerzői jogokat jelzi, nem szolgál a cikkben szereplő információk forrásmegjelöléseként.